# Irideae

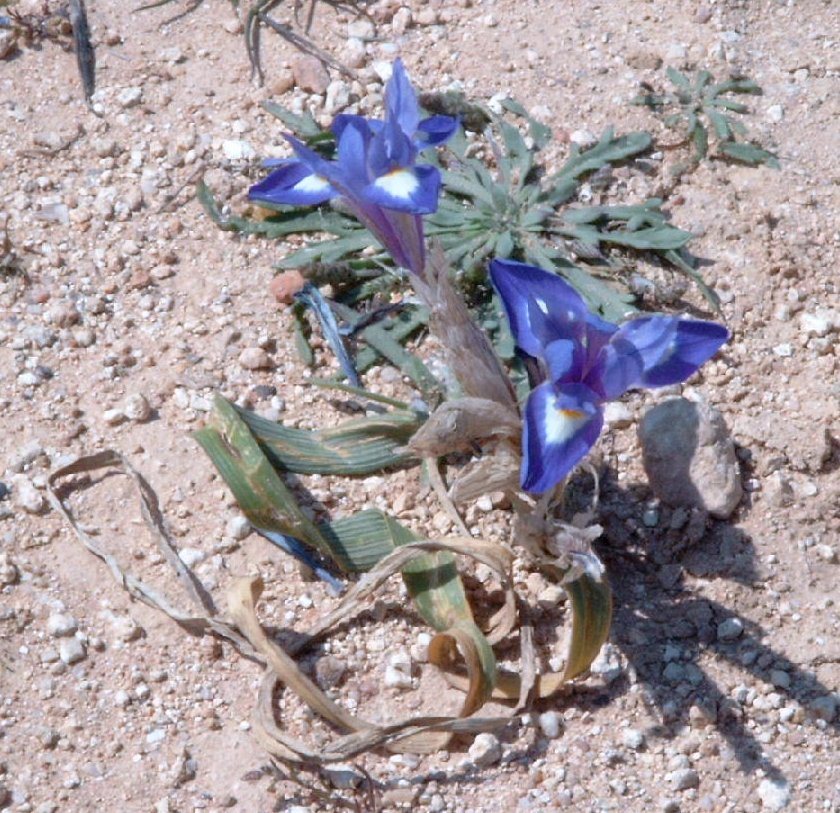
Tribo Irideae: Moraea sisyrinchium.

Irideae é uma tribo da subfamília Iridoideae das Iridaceae que agrupa 5 géneros e cerca de 300 espécies de plantas herbáceas perenes nativas da África, Eurásia e América do Norte.

## Descrição
A tribo Irideae contém um elevado número de espécies, repartidas por cinco géneros, que estão distribuídas maioritariamente pelo Velho Mundo. Um dos membros da tribo mais conhecidos é Iris, o género tipo da família Iridaceae e da própria tribo, a partir do qual toma o seu nome. Iris é também o género com maior número de espécies da tribo.
As flores, que em geral são perfumadas, agrupam-se em inflorescências, apresentando seis pétalas. As pétalas de cada flor são ideênticas entre si apenas no género Ferraria. Os membros desta tribo apresentam as folhas em forma de espada e em geral produzem rizomas.
Muitas das espécies são populares plantas ornamentais, mas muitas estão em perigo de extinção.
A tribo Irideae  B. M. Kittel agrupa 5 géneros e aproximadamente 300 espécies. O género Bobartia, com cerca de 15 espécies, tem distribuição pela África Austral, especialmente no Capensis; Dietes é encontrada na África oriental e austral e tem 6 espécies; Ferraria tem distribuição no sul e nos trópicos da África, e possui 14 espécies; Iris, que inclui Belamcanda, Hermodactylus e Pardanthopsis, tem cerca de 275 espécies, distribuídas na Eurásia, norte da África e América do Norte; Moraea, que inclui Barnardiella, Galaxia, Gynandriris, Hexaglottis, Homeria e Roggeveldia, tem cerca de 200 espécie, maioritariamnte na África Subsaariana e na Eurásia.

## Géneros
Na sua presente circunscrição taxonómica, a tribo Irideae Kitt. agrupa 5 géneros com mais de 300 espécies:
- Bobartia L. — agrupa  cerca de 15 espécies da África Austral.
- Dietes Salisb. ex Klatt — agrupa 6 espécies a ilha Lord Howe e do leste e sul da África.
- Ferraria Burm. ex Mill. — agrupa  cerca de 14 espécies dos trópicos da África e da África Austral.
- Iris L.) (sin.: Hermodactylus Mill., Xiphion Mill., Xyphion Medik. orth. var., Belamcanda Adans. nom. cons., Beverna Adans., Chamoletta Adans., Gemmingia Heist. ex Fabr., Iriastrum Heist. ex Fabr., Xuris Adans., Xeris Medik., Chamaeiris Medik., Gattenhofia Medik., Pseudo-iris Medik., Pardanthus Ker Gawl., Evansia Salisb., Thelysia Salisb., Juno Tratt., Limniris (Tausch) Rchb., Oncocyclus Siemssen, Limnirion Opiz, Costia Willk., Coresantha Alef., Neubeckia Alef., Spathula Fourr., Xyridion (Tausch) Fourr., Joniris (Spach) Klatt, Ioniris Baker orth. var., Cryptobasis Nevski, Sclerosiphon Nevski, Iridodictyum Rodion., Siphonostylis Wern.Schulze, Junopsis Wern.Schulze, ×Pardancanda L.W.Lenz, Pardanthopsis (Hance) L.W.Lenz, Alatavia Rodion., Ophioiris (Y.T.Zhao) Rodion., Eremiris (Spach) Rodion.) — com cerca de 280 espécies nativas da Eurásia, norte de África e América do Norte.
- Moraea Mill. (sin.: Sisyrinchium Mill. nom. illeg., Vieusseuxia D.Delaroche, Galaxia Thunb., Hexaglottis Vent., Homeria Vent., Diaphane Salisb., Freuchenia Eckl., Jania Schult. & Schult. f., Phaianthes Raf., Hymenostigma Hochst., Plantia Herb., Gynandriris Parl., Iridopsis Welw. ex Baker, Helixyra Salisb. ex N.E.Br., Barnardiella Goldblatt, Roggeveldia Goldblatt, Rheome Goldblatt, Sessilistigma Goldblatt) — agrupa  cerca de 198 espécies da Eurásia (Mediterrâneo, Próximo Oriente e Médio Oriente) e África subsariana até à África do Sul.